# دریدنوت

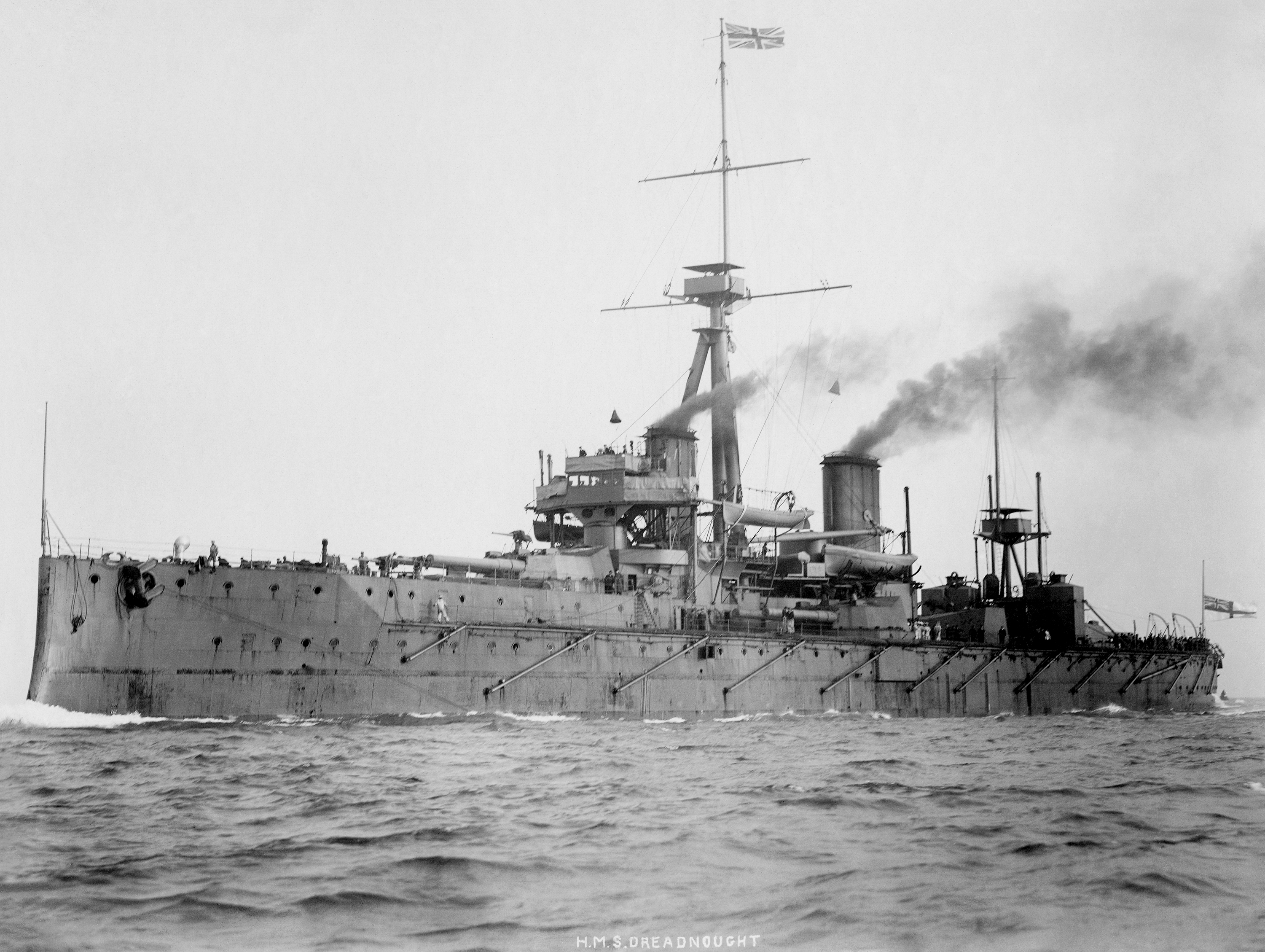
اچ‌ام‌اس دریدنوت نیروی دریایی بریتانیا، نخستین دریدنوت جهان

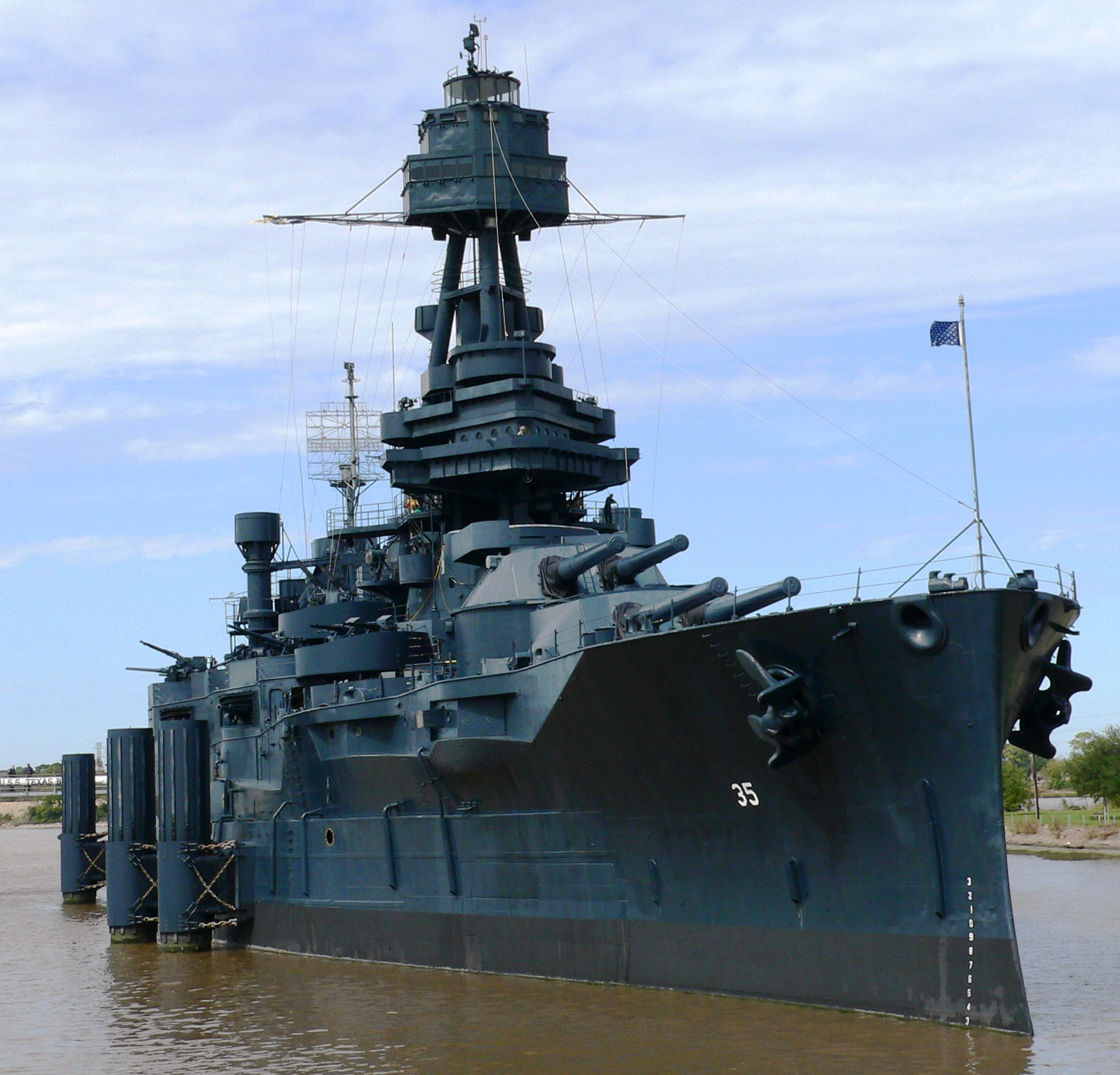
یواس‌اس تگزاس، تنها دریدنوتی که همچنان شناور است. این دریدنوت در سال ۱۹۱۲ به آب انداخته شد و اکنون در کشتی موزه است.

دریدنوت گونهٔ غالب نبردناو در اوایل سده بیستم بود. اچ‌ام‌اس دریدنوت، نخستین از این نوع که سال ۱۹۰۶ به آب انداخته شد، آن‌چنان تأثیری بر پیشرفت کشتی‌های جنگی داشت که نبردناوهای مشابه پس از آن «دریدنوت» و نبردناوهای قبل از آن «پیش‌دریدنوت» نام گرفتند. طراحی دریدنوت از دو جهت انقلاب محسوب می‌شد: «تماماً بزرگ‌توپ» با تعداد بی‌سابقه‌ای توپ با کالیبر بالا و استفاده از پیش‌ران توربین بخار. با تبدیل شدن دریدنوت‌ها به نمادی از قدرت ملی، پدیداری این نبردناوها مسابقه تسلیحاتی بین بریتانیا و آلمان را تجدید کرد. با به آب انداخته شدن هر دریدنوت، توازن قوای دریایی، به صورت آنی تغییر می‌کرد. در نتیجه، در سراسر جهان، رقابت بر سر دریدنوت‌ها تا اوایل جنگ جهانی اول ادامه یافت. طراحی‌های متوالی به سرعت، دریدنوت‌ها را از لحاظ اندازه، تجهیزات، تسلیحات و نیروی پیش‌ران ارتقا می‌دادند. پس از پنج سال، نبردناوهای جدید خود دریدنوت را منسوخ نمودند. این ناوهای قدرتمندتر، «فرا دریدنوت» نامیده شدند. پس از جنگ جهانی اول، اغلب دریدنوت‌های اولیه بر اساس مواد پیمان دریایی واشینگتن کنار گذاشته و اوراق شدند.
اوایل قرن بیستم، منابع بسیار زیادی صرف تولید دریدنوت‌ها گردید، اما تنها یک نبرد بین ناوگان‌های بزرگی از دریدنوت رخ داده‌است. در نبرد یوتلاند در ۱۹۱۶، نیروی دریایی بریتانیا و آلمان در جنگی بدون نتیجه‌ای مشخص، با یکدیگر جنگیدند. به تدریج، پس از جنگ جهانی دوم، زمانی که نبردناوهای دیگر، ویژگی‌های دریدنوت را به ارث بردند و به‌طور خاص پس از معاهدهٔ نیروی دریایی واشینگتن، اصطلاح دریدنوت به کنار گذاشته شد. این اصطلاح برای رزم‌ناو حاصل از انقلاب دریدنوت نیز بکار گرفته می‌شود.

## پیش‌زمینه
پیشرفت عظیم فناورانه حاصل از انقلاب صنعتی در سده نوزدهم در زمینه ساخت‌وساز کشتی‌ها امکان به‌کارگیری توپ‌های بزرگ‌تر و بهتر، زره قوی‌تر و سنگین‌تر و موتور بخار سریع‌تر و پرتوان‌تر را فراهم آورد. در نتیجه در طول نیمه دوم این سده قدرت‌های دریایی مختلف نبردناوهای بزرگ‌تر، بهتر و قدرتمندتری با زره سنگین‌تر و توپ‌های هر چه بزرگ‌تر با قابلیت شلیک تا مسافت‌های طولانی‌تر، ساختند.

### تیراندازی برد بلند
دهه ۱۸۹۰ شناورهای ناوگان دریایی بریتانیا در انواع و اندازه‌های مختلف برای انجام رساندن وظایف آن منسوخ و آسیب‌پذیر به حساب می‌آمدند. نیروی دریایی بریتانیا نتوانسته بود به خوبی خود را با انقلاب صنعتی هماهنگ نگاه دارد. آخرین نوآوری در این نیرو جایگزین کردن بادبان با پیش‌ران بخار در حدود ۲۵ سال پیش بود. از آن زمان، با وجود پیشرفت‌های فناورانه در زمینه‌های مختلف، طراحی نبردناوهای بریتانیایی تقریباً بدون تغییر باقی مانده بود.
تسلیحات یکی از مشکلات عمده کشتی‌های جنگی بریتانیایی بود. در این زمان نبردناوهای نیروی دریایی بریتانیا چهار توپ ۱۲ اینچ (۳۰۵ میلیمتر) و دوازده توپ ۶ اینچ (۱۵۲ میلیمتر) داشتند و انتظار می‌رفت بتوانند در برد حداکثر حدود ۲٬۰۰۰ یارد (۱٫۸ کیلومتر) درگیر شوند. با این حال، توپ‌های سنگین حداکثر برد بسیار بیشتری از این مقدار داشتند و مداوما از منظر دقت و نرخ آتش در حال بهبود بودند. به هر صورت برد نبرد با عدم کفایت تجهیزات دید و هدایت محدود بود. افزایش قدرت و برد اژدرها نخستین عامل تلاش برای بهبود برد مؤثر توپ‌ها بود تا برد درگیری به بیش از برد اژدرها برسد. نخستین تمرین‌های آزمایشی آتش دور برد با برد اولیه ۵۰۰۰ تا ۶۰۰۰ یارد (۴٫۵ تا ۵٫۵ کیلومتر) در سال ۱۸۹۸ توسط ناوگان مدیترانه بریتانیا صورت پذیرفت و برای چند سال ادامه پیدا کرد. در پی این تمرینات برد رسمی درگیری در سال ۱۹۰۳ به ۳٬۰۰۰ یارد (۲٫۷ کیلومتر) افزایش یافت. گزارشی در ماه مه سال ۱۹۰۴ توپ‌های بزرگ را در شرایط ایده‌آل تا برد ۸٬۰۰۰ یارد (۷٫۳ کیلومتر) مؤثر دانست.

### کشتی جنگی تماماً بزرگ‌توپ
افزایش برد درگیری باعث پدیداری مشکلات جدیدی شد. تسلیحات ثانویه ۶ اینچ (۱۵۲ میلیمتر) در چنین بردهای بلندی تاثبر کمتری داشتند. به سرعت درک این مسئله حاصل شد که سامانه شناسایی با استفاده از تعداد زیادی توپ‌های کالیبر یک‌دست بهره‌وری بالاتری دارد. ایده کشتی جنگی «تماماً بزرگ‌توپ» حاصل یک فرایند انقلابی بود که از حدود سال ۱۹۰۰ آغاز شد و در چندین مورد پیش از سال ۱۹۰۵ مطرح گردید. واضح‌ترین بیان عملی این ایده توسط ویتوریو کونیبرتی، مهندس نیروی دریایی سلطنتی ایتالیا صورت پذیرفت. او در مقاله‌ای تحت عنوان «نوع جدیدی از کشتی زره‌پوش» در سال ۱۹۰۰، نظریه ساخت یک شناور پرسرعت اندازه متوسط با «بزرگ‌ترین تسلیحات ممکن» و محافظت‌شده با صفحات زرهی با ضخامت حداقل ۶ اینچ (۱۵۲ میلیمتر)، را ارائه کرد. کونیبرتی در این مورد تأکید ویژه‌ای بر اهمیت سرعت نهاد. اصلی که کونیبرتی آن را مطرح کرد برای نخستین بار به صورت اولیه در چهار نبردناو سبک و پرسرعت کلاس ویتوریو امانوئله که ساخت آن‌ها از سال ۱۹۰۱ آغاز شد، بروز نمود. به هر صورت دولت ایتالیا با به‌کارگیری کامل این طرح «بلندپروازانه» مخالفت کرد اما کونیبرتی اجازه یافت ایده کلی خود را با بازبینی دولت با عنوان «نبردناو ایده‌آل» منتشر کند. کونیبرتی کشتی مورد نظر را دارای تنها دوازده توپ ۱۲ اینچ (۳۰۵ میلیمتر) (بدون تسلیحات ثانویه کوچک‌تر) دانست و این بار ضخامت زره محافظتی پیشنهادی را به ۱۲ اینچ (۳۰۵ میلیمتر) افزایش داد تا تاب تمامی گلوله‌های انفجاری دشمن جز سنگین‌ترین‌ها را بیاورد. او مجدداً بر لزوم «سرعت بسیار بالا»، بیشتر از هر نبردناو موجود دیگر، تأکید کرد. سرعت پیشنهادی او برای این طرح ۲۴ گره (۴۴ کیلومتر بر ساعت) و وزن کلی ۱۷ هزار تن بود. کشتی مورد نظر کونیبرتی مزیت تاکتیکی سرعت بالا و توپ‌های قدرتمندتر را با یکدیگر ترکیب کرده بود. در این بستر، مزیت اصلی توپ‌های سنگین در بردهای بلند حاصل می‌شد و رسیدن و حفظ بهترین برد با دور و نزدیک شدن از هدف لازمه بهره‌گیری مؤثر از این مزیت بود. توانایی دیکته این برد بدین شکل نیازمند داشتن برتری از منظر سرعت بر دشمن بود. انتشار مقاله کونیبرتی تأثیر عمیقی بر تفکرات دریایی در تمام دنیا گذاشت.
افراد زیاد و متنفذی از جمله در دریاداری بریتانیا و وزارت دریانوردی فرانسه نسبت به این ایده بدبین بودند و آن را مورد تمسخر قرار می‌دادند. به هر حال اثر نظریات کونیبرتی در میان افسران جوان‌تر و دور اندیش‌تر بسیار بیشتر بود. فشار نظرات رادیکال، رشد نظامی‌گری، تهدید جنگ و مسابقه تسلیحاتی همگی در پیشبرد نظریه نبردناو بزرگ‌توپ نقش داشتند. با توجه به شرایط خاص تجربی و تسلیحاتی و بروز مطلوب‌ترین واکنش از طرف آن‌ها، تقریباً همزمان، ایالات متحده و ژاپن تصمیم به عملیاتی کردن تسلیحات یک‌دست بزرگ‌توپ برای نبردناوهای آینده خود گرفتند. این نظریه در جنگ روسیه و ژاپن به صورت عملی در بوته آزمایش قرار گرفت. در نبرد دریایی که روز ۱۰ اوت سال ۱۹۰۴ بین نبردناوهای طرفین در شرق دور به وقوع پیوست، شلیک‌های دور برد توپ‌های ۱۲ اینچ (۳۰۵ میلیمتر) از فواصل ۱۳٬۰۰۰ یارد (۱۱٫۹ کیلومتر) تا ۱۹٬۰۰۰ یارد (۱۷٫۴ کیلومتر) مؤثر واقع افتاد و به آسیب‌دیدگی شدید نبردناو روسی تسارویچ انجامید. دریافت طراحان دریایی از این نبرد این بود که توپ‌های ۱۲ اینچ (۳۰۵ میلیمتر) تنها سلاح تعیین‌کننده در درگیرها خواهند بود و توپ‌های کالیبر متوسط بدون هیچ فایده‌ای تلف‌کننده فضا، وزن و نفراتی هستند که با توپ‌های بزرگ استفاده بهتری از آن می‌توان کرد. به هر صورت هیچ سندی وجود ندارد که نشان دهد امپراتوری روسیه نیز در این زمان برنامه‌ای برای ساخت نبردناوهای تمام بزرگ‌توپ داشته‌است.

### ظهور دریدنوت
در بریتانیا، دریدنوت محصول افکار متعددی بود که توسط دریابد جان فیشر که مدتی فرمانده کل نیروی دریایی بریتانیا بود، تجمیع و محقق شد. در این راه، فیشر از سه کشتی کلاس اینوینسیبل نیروی دریایی بریتانیا با توپ‌های ۳۰ سانتی‌متری که به نخستین رزم‌ناو بدل گشت، به عنوان «کشتی‌های جنگی بزرگ آینده»، متأثر بود. در این کشتی‌های جنگی به قیمت کاهش محافظت، توان آتش و سرعت بالا مد نظر بودند.

## ساخت

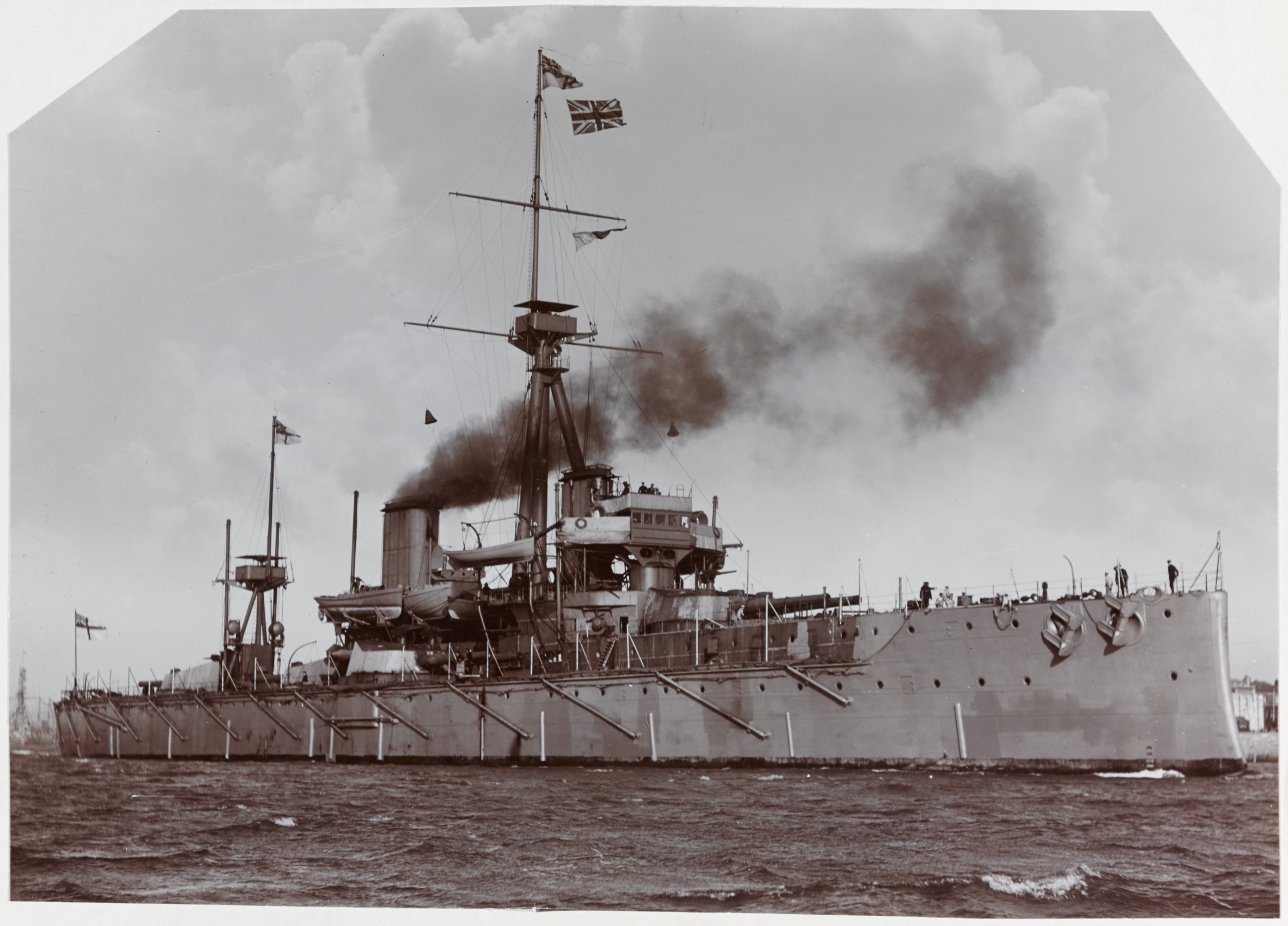
یک نمونه دریدنوت در سال 1906-1907

### امپراتوری ژاپن
امپراتوری ژاپن کار ساخت نخستین نبردناو تمام بزرگ‌توپ خود را در زرادخانه دریایی کوره از ماه مارس سال ۱۹۰۵، بسیار قبل‌تر از شروع کار بریتانیایی‌ها بر روی دریدنوت، آغاز کرد. ژاپن تا این زمان تنها اقدام به ساخت شناورهای سبک کرده بود و تمامی نبردناوهای آن را کشورهای خارجی ساخته بودند. طرح ژاپنی‌ها برای این نبردناو با توپ‌های ۱۲ اینچ (۳۰۵ میلیمتر)، در تعداد و آرایش تسلیحات، تقریباً دقیقا مشابه طراحی کونیبرتی بود. این تسلیحات به صورت چهار جفت در چهار برجک دو لول و چهار برجک تک‌لول قرار می‌گرفتند. تسلیحات تمام بزرگ‌توپ این نبردناو سه برابر سنگین‌تر از تسلیحات نبردناوهای موجود پیشین بود و هر طرف آن ۵۰ درصد توان آتش بیشتری داشت. سرعت ۲۰ گره (۳۷ کیلومتر بر ساعت) پیش‌بینی‌شده برای آن نیز دست کم ۲ گره (۳٫۷ کیلومتر بر ساعت) سریع‌تر از سریع‌ترین نبردناو موجود بود. تنها در قسمت زره با کمربند ۹ اینچ (۲۲۹ میلیمتر) با ایده‌آل‌های مطرح‌شده توسط کونیبرتی مطابقت نداشت.
به هر حال، سه ماه پس از آغاز ساخت، جنگ با امپراتوری روسیه به پایان رسید و ژاپن وضعیت مالی بدی داشت. ادوات پیش‌ران با تأخیر از ایالات متحده دریافت شد و تنها چهار توپ ۱۲ اینچ (۳۰۵ میلیمتر) تأمین گردید. در نتیجه به جای هشت توپ ۱۲ اینچ (۳۰۵ میلیمتر) پشت کشتی از ده توپ ۱۰ اینچ (۲۵۴ میلیمتر) استفاده گشت. با وجود این که نبردناو آکی همچنان از توان آتش بالایی برخوردار بود اما یک‌نواختی بنیادین تسلیحاتی که نقطه قوت اصلی طرح بود، از آن گرفته شد. در عمل امپراتوری ژاپن با گرفتاری به انواع مشکلات و اختلالات در زمینه ساخت‌وساز، نتوانست آکی را زودتر از سال ۱۹۱۱، بسیار بعدتر از رقیبان خود، تکمیل کند. در این هنگام نیز این نبردناو یک «دریدنوت» کامل به حساب نمی‌آمد و «نیمه‌دریدنوت» خوانده شد.
امپراتوری ژاپن برای نخستین بار سال ۱۹۱۲، کاواچی را با دوازده توپ ۱۲ اینچ (۳۰۵ میلیمتر) و کمربند ۱۲ اینچ (۳۰۵ میلیمتر)، کاملاً منطبق ایده کونیبرتی، ساخت.

### ایالات متحده
ایالات متحده، همانند امپراتوری ژاپن، دست کم شش ماه پیش از آغاز رسمی پروژه طراحی دریدنوت در بریتانیا، کار بر روی نخستین نبردناو تمام بزرگ‌توپ خود را آغاز کرد. در ابتدا طرحی ترکیبی از توپ‌های ۱۲ اینچ (۳۰۵ میلیمتر) و ۱۰ اینچ (۲۵۴ میلیمتر) در نظر آمریکایی‌ها بود. برجک‌های دو لول در جلو و عقب و دو برجک تک‌لول در هر طرف قرار می‌گرفت. بعداً، منطبق بر ایده فنی طرح، تصمیم بر استفاده تمام از توپ‌های ۱۲ اینچ (۳۰۵ میلیمتر) گرفته شد. با این حال وزن تسلیحات یک طرف نبردناو حاصل از این طراحی که کلاس میشیگان نام گرفت، از دیگر نبردناوهای از پیش موجود با تسلیحات ترکیبی در جهان، بیشتر نبود و در حقیقت کمتر از کلاس کانزاس، کلاس پیشین نبردناو ایالات متحده، بود. طراحی نهایی این مسئله را مرتفع ساخت. در این طراحی از هشت توپ ۱۲ اینچ (۳۰۵ میلیمتر) در چهار برجک دو لول، همگی در خط مرکز کشتی، استفاده شد. یک جفت از توپ‌ها در جلو و عقب در جایگاهی بالاتر از جفت دیگر بود.
برنامه برای ساخت دو نبردناو از کلاس میشیگان اوایل سال ۱۹۰۵ به تصویب کنگره ایالات متحده رسید. بدین شکل این کشتی‌ها را می‌توان نخستین نبردناوهای تمام بزرگ‌توپ نوع دریدنوت دانست که مطرح شدند و به تأیید رسیدند و بعداً طبق برنامه تکمیل گشتند.

### بریتانیا
بریتانیایی‌ها سال ۱۹۰۳ برنامه‌ای برای یک کشتی تمام بزرگ‌توپ پر سرعت، تا حدود زیادی منطبق بر ایده‌آل‌های کونیبرتی، ایجاد کردند. بدین منظور دو طراحی ارائه گشت که در نخستین مورد از شانزده توپ ۱۰ اینچ (۲۵۴ میلیمتر) و در دومین مورد از هشت توپ ۱۲ اینچ (۳۰۵ میلیمتر) استفاده می‌شد. توپ دیگری جز توپ‌های سبک با نرخ آتش بالا برای مقابله با حملات نزدیک قایق‌های اژدرافکن، در این برنامه گنجانده نشد. این کشتی می‌بایست سرعت و برد زیادی می‌داشت تا بتواند برد درگیری را به صورت طبیعی در فواصل بالا تعیین و علاوه بر دور ماندن از گزند اژدرهای دشمن، به نحو احسن از مزیت تسلیحات خود استفاده نماید. زره کشتی در محافظت از برجک‌ها و کمربند اصلی ۱۲ اینچ (۳۰۵ میلیمتر) بود.
مشخصات جزئی طرح به شکل محرمانه توسط فیشر ماه ژوئیه سال ۱۹۰۴ به بزرگ‌دریابد ویلیام پالمر، لرد نخست دریا ارائه شد و مورد تأیید او قرار گرفت. فیشر روز ۲۱ اکتبر همان سال به جایگاه لرد نخست دریا منصوب گشت. کار دفتر ساخت‌وساز نیروی دریایی بریتانیا برای طراحی این نبردناو از اوایل ماه نوامبر آغاز شد. جان هارپر ناربت، یکی از طراحان نیروی دریایی بریتانیا، چهار طرح کلی بدین منظور با هشت یا دوازده توپ ۱۲ اینچ (۳۰۵ میلیمتر) ارائه نمود. در این طرح‌ها بر باقی ماندن وزن کشتی در محدوده قابل قبول تأکید گردید که البته با توجه به نیاز به سرعت بالا و زره سنگین دشوار به نظر می‌رسید. از این رو به‌کارگیری هر دو موتور توربین و موتور رفت و برگشتی پیشنهاد گشت. ناربت روز ۲۶ نوامبر طرح‌های دیگری را نیز مطرح ساخت که این بار همگی از هشت توپ ۱۲ اینچ (۳۰۵ میلیمتر) استفاده می‌کردند. تمامی طرح‌های بعدی دارای دوازده توپ ۱۲ اینچ (۳۰۵ میلیمتر) بودند. روز ۲۲ دسامبر کمیته طراحی ۱۶ نفره‌ای به ریاست فیشر جهت بررسی طرح‌های مختلف ارائه شده تشکیل گردید. نخستین جلسه این کمیته روز ۳ ژانویه سال ۱۹۰۵ برگزار شد. با تسلط ایده توپ‌های ۱۲ اینچ (۳۰۵ میلیمتر) بر بحث‌های طولانی، چندین چینش مختلف، از جمله برجک‌های بالای یکدیگر، برای تسلیحات مطرح گردید. حتی سخن از تسلیحات ترکیبی ۱۲ اینچ (۳۰۵ میلیمتر) و ۹٫۲ اینچ (۲۳۴ میلیمتر) به میان آمد. در نتیجه عدم حصول توافق همگانی در چارچوب محدودیت وزنی ۱۸٬۰۰۰ تن، در نهایت به طرحی میانه دست یافته شد.
دریدنوت، نبردناو مورد نظر بریتانیایی‌ها، با وجود این که تنها ده توپ سنگین داشت، همچنان توان آتش یک طرف آن صد درصد بیشتر از هر نبردناو موجود بود. ضخامت ۱۲ اینچ (۳۰۵ میلیمتر) کمربند زرهی مقداری کمتر از ایده‌آل کونیبرتی بود. شبکه‌بندی درون بدنه به همان اندازه ایده کلی رادیکال به حساب می‌آمد. سینه‌گاه بلند منحصر به فرد این کشتی آن را از نبردناوهای پیشین متمایز می‌ساخت.
کار ساخت اچ‌ام‌اس دریدنوت روز ۲ اکتبر سال ۱۹۰۵ آغاز و شناور پس از ۱۹ هفته ساخت‌وساز در کارخانه کشتی‌سازی پورتسموث، روز ۱۰ فوریه سال ۱۹۰۶ به آب انداخته شد.
دریدنوت یک موفقیت بزرگ برای بریتانیا به حساب می‌آمد و آغازگر عصر جدیدی در توسعه نبردناوها بود. نام این نبردناو بر تمامی کشتی‌های جنگی هم نوع متعاقب نهاده گشت که "نبردناو دریدنوت" یا به اختصار "دریدنوت" نام گرفتند. با طراحی دریدنوت بریتانیا به «فضای تنفس قابل‌توجه» در مسابقه تسلیحاتی با سایر قدرت‌ها از جمله آلمان و ایالات متحده دست یافت. درحالی آلمان نخستین دریدنوت خود را در ماه ژوئن سال ۱۹۰۷ ساخت که بریتانیا تا آن زمان سه دریدنوت در اختیار داشت. تا هنگام آغاز جنگ جهانی اول در سال ۱۹۱۴ کار ساخت بیست دریدنوت در بریتانیا و سیزده دریدنوت در آلمان به پایان رسید.